# Titanoeca liaoningensis
Titanoeca liaoningensis är en spindelart som beskrevs av Zhu, Gao och Kai Yun Guan 1993. Titanoeca liaoningensis ingår i släktet Titanoeca och familjen stenspindlar. Inga underarter finns listade i Catalogue of Life.